# ترایانوس (نظامی رومی)
ترایانوس (درگذشته ۹ اوت ۳۷۸ در آدریانوپل ) یک ژنرال رومی تحت فرمان امپراتور والنس بود که با او در نبرد آدریانوپل درگذشت.

## زندگی

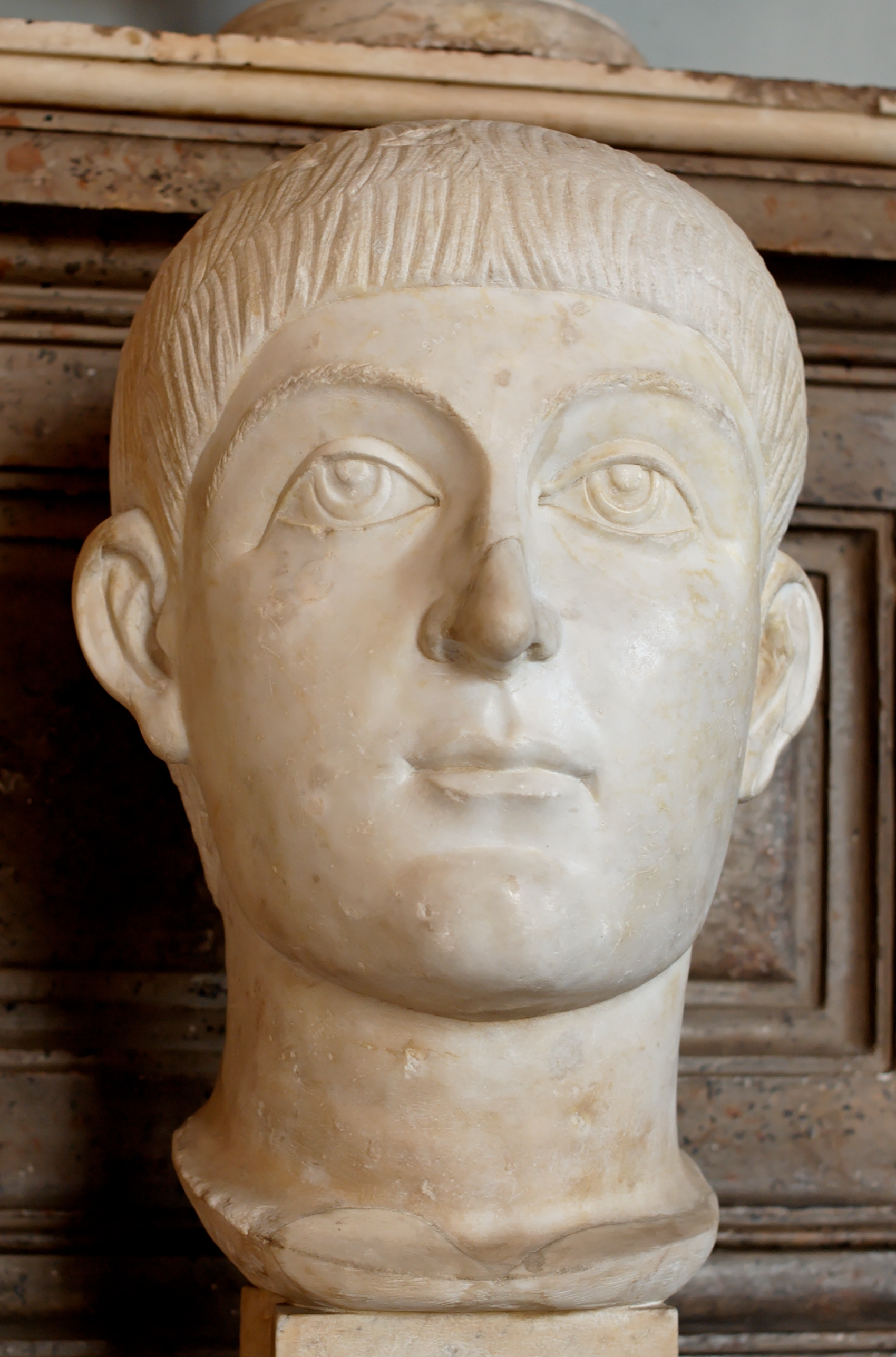
امپراتور روم والنس ، که تحت رهبری او ترایانوس به سلسله مراتب نظامی صعود کرد و با او در نبرد آدریانوپل (۳۷۸) درگذشت.

او بین سالهای ۳۶۷ و ۳۶۸ منصب نظامی دوکس مصر را بر عهده داشت . او یوتولمیوس تاتیانوس در زمان ریاست جمهوری از اسقف آریانی لوسیوس اسکندریه محافظت کردند. همچنین به او دستور داده شد تا سزارئوم را بازسازی کند و در اول ماه مه ۳۶۸ ساختمان را شروع کرد.
بین سالهای ۳۷۱ و ۳۷۴ او به عنوان همراه امپراتور همکاری خدمت می‌کرد، جایی که همراه با پادشاه آلامانی وادوماریوس با ساسانیان جنگید . در پایان زمستان، شاپور دوم پادشاه ساسانی، سپاه خود را جمع کرد و به سمت سرزمین روم حرکت کرد. امپراطور والنس وادوماریوس و ترایانوس را با ارتشی قوی و دستور به کنترل ساسانیان اما برای جلوگیری از تحریک آنها به نبرد علیه او فرستاد. با این حال، سواره نظام ساسانی در واگابانتا، پیاده نظام رومی را وادار به تماس کرد: پیاده نظام ابتدا سعی کرد ارتباط را قطع کند، اما سپس دشمن را شکست داد. برخوردهای بعدی نتایج متناوب داشت و بنابراین، در پایان تابستان، ژنرال ها آتش بس امضا کردند و بازنشسته شدند.  در سال ۳۷۴ زمانی که او فرماندهی نیروهای رومی در ارمنستان را برعهده داشت، به طور مخفیانه توسط والنس به او دستور داد تا پادشاه پاپاس (پاپ) را بکشد. ترایانوس اعتماد پاپا را جلب کرد و او را به شام دعوت کرد: در طول ضیافت، ترایانوس از اتاق خارج شد و یک قاتل پاپاس را کشت. 
بعداً او به درجه فرمانده سازبازان ارتقاء یافت و برای مبارزه با جنگ گوتیک به تراکیه فرستاده شد. در سال ۳۷۶ گوت‌ها اجازه ورود به قلمرو روم را پیدا کردند، اما تحت ستم افسران رومی، شورش کردند. گوتها که تحت رهبری فریتیگرن گرد هم آمدند به سمت آدریانوپل حرکت کردند. امپراتور والنس در آن زمان در انطاکیه در سوریه بود و در آنجا آماده جنگ با ساسانیان بود. امپراتور تصمیم گرفت دو تن از ژنرال های خود، پروفوتروس و ترایانوس را با نیروهای تازه نفس به تراکیا بفرستد. این دو ژنرال تصمیم گرفتند با سربازان ارمنی خود که شجاعت خود را نشان داده بودند با بخش اعظم ارتش دشمن بجنگند و موفق شدند گوت ها را به داخل دره ها هل دهند و در آنجا امیدوار بودند که با گرسنگی آنها را شکست دهند. با این وجود، نیروهای رومی از نظر تعداد بسیار پایین تر از گوت‌ها بودند، و از آنجایی که نیروهای کمکی مورد انتظار به رهبری فریجریدوس وارد نشد، ترایانوس و پروفوتروس تصمیم گرفتند که بازنشسته شوند و به واحدهای ریکومر در نزدیکی شهر آد سالیسس متحد شوند. نزدیک بیدها، نزدیک به مارکیانوپولیس در موئیسیا). در اینجا رومی‌ها و گوت‌ها با نبرد بیدها جنگیدند: رومی‌ها با تعداد زیادی از گوت‌ها (سربازان گوتیک به همراه خانواده‌هایشان) که پشت دیواری از واگن‌ها سنگر گرفته بودند، جنگیدند، سپس آنها را مجبور به نبرد در میدان باز کردند. در ابتدا جناح چپ روم شکست، اما به لطف تقویت نیروهای محلی، رومیان توانستند با وجود دریافت خسارات فراوان، تا شب به نبرد ادامه دهند. 
هنگامی که خبر نبرد خونین به شرق رسید، والنس نیروهای بیشتری را به غرب تحت فرمان ساتورنیونوس فرستاد که قرار بود جایگزین دو ژنرال شود.  زمانی که والنس به قسطنطنیه بازگشت، ترایانوس را به بزدلی متهم کرد، اما به لطف حمایت نیروهای نظامی آرینتائوس و ویکتور ، ترایانوس آزار و اذیت والنس از نیقینی ها را مقصر دانست.
در سال ۳۷۸ ترایانوس به نفع سباستینوس تبرئه شد،  اما او بعداً در خدمت فراخوانده شد. ترایانوس به دنبال والنس رفت که می‌خواست گوت‌ها را قبل از ورود برادرزاده‌اش گراتیان از غرب به همراه ارتش غربی شکست دهد.  والنس در نبرد آدریانوپل (۹ اوت ۳۷۸) با گوت‌ها جنگید. در اینجا، پس از شکسته شدن خط رومی و فرار، ترایانوس گریه کرد که امپراتور توسط نگهبانانش تنها مانده است. ویکتور با شنیدن این سخن ناموفق تلاش کرد تا یک نیروی ذخیره باتاوی را به کمک امپراتور بیاورد. ترایانوس و امپراتور از جمله افرادی بودند که در میدان جنگ سقوط کردند. 

## یادداشت
1. ↑  Ammianus Marcellinus, XXIX I,2-4.
2. ↑  Ammianus Marcellinus, XXX I,18-21.
3. ↑  Ammianus Marcellinus, XXXI VII,1-16.
4. ↑  Ammianus Marcellinus, XXXI VIII,3.
5. ↑  Ammianus Marcellinus, XXXI XI,1.
6. ↑  Ammianus Marcellinus, XXXI XII,1.
7. ↑  Ammianus Marcellinus, XXXI XIII,7,8,9,18.

## همچنین ببینید
- جنگ گوتیک (۳۷۶–۳۸۲)
- نبرد بیدها
- نبرد آدریانوپل